# Pingasa chloraria
Pingasa chloraria là một loài bướm đêm trong họ Geometridae.